# Graeme Obree

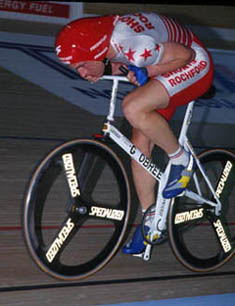
Obree in de tucked-positie

Graeme Obree (Ayr, 11 september 1965) is een voormalig wielrenner uit Schotland. Hij is vooral door de revolutionaire fietshoudingen die hij ontwikkelde in de jacht op het werelduurrecord bekend geworden. Zijn eerste zelf ontwikkelde houding was de zogenaamde tucked-positie, waarbij hij met z'n handen een smal, recht stuurtje vasthield, z'n armen naast z'n borst vouwde en met zijn schouders op zijn handen rustte. De fiets die hij daarvoor liet maken noemde hij de Old Faithful. Nadat Obree in 1993 mede dankzij deze revolutionaire houding het werelduurrecord op zijn naam had geschreven, besloot de UCI deze houding voortaan te verbieden. Obree antwoordde hierop door het werelduurrecord, dat ondertussen op naam stond van Chris Boardman, in 1994 opnieuw te verbreken. In 1995 introduceerde hij zijn tweede onorthodoxe fietshouding: de Superman positie, met de armen gestrekt vooruit. Ook deze positie is, nadat Chris Boardman hiermee het werelduurrecord had verbroken, door de UCI verboden.
Om deze baanbrekende aerodynamische houdingen mogelijk te maken bouwde Obree zijn eigen fiets, de Old Faithful. De fiets had onder andere lagers uit een wasmachine. Die kunnen zo veel toeren aan dat Obree van mening was dat ze wel goed moesten zijn. Ook was het bottom bracket aanzienlijk smaller dan bij bestaande baanfietsen, omdat Obree vond dat je met de benen verder uit elkaar minder kracht kon zetten. Mike Burrows, fietsaerodynamica-expert en ontwerper van de koolstofvezel Lotus 108 van Chris Boardman, bouwde voor Obree een 'verbeterde' versie van Old Faithful, als reservefiets. Obree vond de replica echter maar niks en heeft hem nooit gebruikt bij een recordpoging.
Later heeft hij het nog eens op de weg geprobeerd als prof, maar zonder grote successen. Zijn ploeg spoorde de renners aan epo te gebruiken. Obree weigerde dit en werd uit de ploeg gezet. In 2003 schreef hij zijn biografie The Flying Scotsman. De biografie werd in 2006 verfilmd. De rol van Graeme Obree werd door Jonny Lee Miller vertolkt. In juli 2007 werd de film in Engeland uitgebracht.

## Privéleven
Obree is manisch-depressief. Hij werd in zijn jeugd door leeftijdsgenoten gepest. Tijdens zijn tienerjaren heeft Obree eenmaal geprobeerd zelfmoord te plegen. In het fietsen vond hij echter een manier om aan zijn situatie te ontsnappen en mentaal enigszins tot rust te komen. In 1994 kwam Obrees broer om het leven bij een auto-ongeluk. Obree raakte hiervan zo van slag dat hij een tweede zelfmoordpoging ondernam. Een vrouw ontdekte zijn bewusteloze lichaam echter op tijd om hem te kunnen redden.
Obree heeft het huwelijk met haar (waarin twee kinderen zijn geboren) echter beëindigd. In 2011 vertelde hij in een interview met de Scottish Sun dat hij homoseksueel is en dat de worsteling met het taboe daarop een belangrijke rol heeft gespeeld bij zijn zelfdodingspogingen. Hij lichtte toe hij was opgegroeid in een tijd waarin mannen nog in de gevangenis konden belanden wegens homoseksuele handelingen - tot 1981 was homoseksualiteit verboden in Schotland. Daarom had hij decennialang gezwegen over zijn gevoelens.

## Palmares
1993
- Verbetering werelduurrecord in Hamar op de Old Faithfull: 51,596 km
- Wereldkampioen individuele achtervolging

1994
- Verbetering werelduurrecord in Bordeaux: 52,713 km

1995
- Wereldkampioen individuele achtervolging

## Ploegen
- 1993 - CSM Persan-Bic
- 1994 - Specialized
- 1995 - Die Continentale